# Тапір бразильський
Брази́льський тапі́р (Tapirus terrestris) — найрозповсюдженіший з чотирьох видів родини тапірів, разом з гірським тапіром, черпачним тапіром, і центральноамериканським тапіром.

## Зовнішній вигляд
Бразильський Тапір має темно-коричневий колір шерсті та низьку, пряму жорстку стоячу гриву, що проходить від тильної сторони шиї вздовж хребтової лінії. Довжини його тіла може досягати від 1,8 до 2,5 м довжина хвоста від 5 до 10 см і вага 200-270 кг. Висота в плечах від 77 до 108 см.
Хобот тапіра надзвичайно рухливий: він увесь час витягується і втягується, обмацуючи всі предмети. Кінчик хобота наділений чутливим жорстким волоссям — вібрисами — і служить органом дотику. Як і у всіх лісових тварин, у тапіра чудові нюх і слух, але поганий зір.

## Область поширення
Бразильський тапір може бути знайдений біля води в Амазонському тропічному лісі та Басейні Річки Амазонка в Південній Америці, на заході Анд. Його область поширення простягається з Венесуели, Колумбії, і Гаяни на північ, до Бразилії, Аргентини, і Парагваю, на півдні, до Болівії, Перу, і Еквадору на заході.

## Спосіб життя

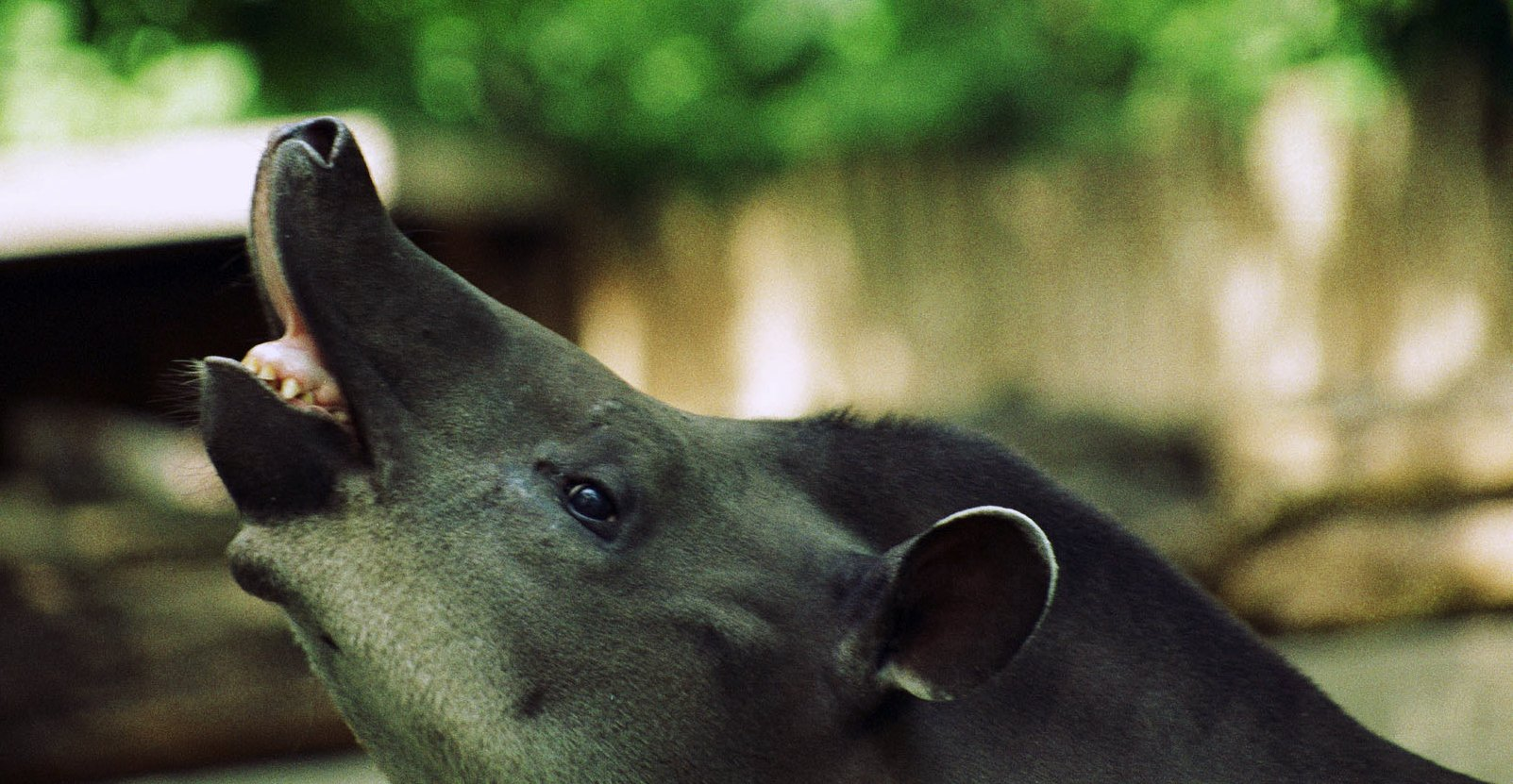
Флемен

Бразильський тапір — одинокий, обережний мешканець тропічного лісу. Він уникає відкритих просторів, але дуже прив'язаний до води, чудовий плавець та водолаз. Місця купання тапірів легко знайти по стежках та великій кількості фекалій на березі та мілководді. У воді тапіри не тільки рятуються від спеки, але й звільняються від кровососів. Вид має тривалість життя приблизно 25—30 років. Головні вороги бразильського тапіра крокодили і великі коти як, наприклад, ягуар і пума який часто нападає на тапіра уночі, коли вони залишають воду і сплять на березі річки. І, як це не прикро, суттєвою небезпекою для тапіра є зустріч із мисливцями.

### Харчування
Бразильський тапір — травоїдний. Там де його не турбують, він годується в будь-який час доби, крім спекотних полуденних годин, які проводить у воді. Використовуючи своє рухливе рило, цей тапір харчується листям, бруньками, паростками, і маленькими гілками, які зриває з дерев, плодами, травою, і водяною рослинністю. Якщо тапір не може добути ласу гілку, він підіймається на задні ноги, спираючись передніми на стовбур.

### Розмноження
Самки досягають статевої зрілості на 3-4-му році життя; самці, за відомими даними десь на рік пізніше. Вагітність триває 390-400 днів, дитинча (завжди одне) може народитися в будь-якому місяці. Самка приносить потомство, як правило, раз у півтора року.
Як і у всіх тапірів, смугасто-плямисте дитинча довго ходить з матір'ю. Воно ссе матір, коли та лягає на бік, подібно поросяті, і спить лежачи поряд з матір'ю. Вона не відпускає далеко від себе малюка, підкликаючи його, як тільки воно відбіжить на два-три кроки убік. Підростаючи молодий тапір стає дуже рухливим.

## Загрозливий стан
Зменшення кількості відбувається завдяки браконьєрству для м'яса і шкіри, також як і руйнування житла. Бразильський тапір, мав значно нижчий ризик зникнення, ніж інші три види тапірів.